# ダッジ・アベンジャー
アベンジャー (AVENGER)は、クライスラーが製造、ダッジブランドで販売していた自動車である。

## 歴代モデル

### 初代 (1995-2000年)
7代目三菱・ギャラン（E5,E6,E7,E8系）をベースとし、三菱自動車工業とクライスラーの合弁会社である「ダイアモンド・スター・モーターズ」で生産された。
ダッジブランドのほか、クライスラーブランドでは姉妹車の「セブリング」として販売された。また、クライスラーの別ブランドである「イーグル」で販売された「タロン」（2代目三菱・エクリプスの姉妹車）ともコンポーネントは共通であった。
2000年にモデルチェンジした際にストラトスとなり、アベンジャーの名は一時消滅した。

### 2代目 (2008–2014年)
ストラトスに代わる新しいセダンとして、2007年秋より販売開始。
クライスラー・JSプラットフォーム（三菱・GSプラットフォーム）をベースに、エンジンは三菱自動車・現代自動車と共作の直4・2.4L（ワールドエンジン）、およびクライスラーオリジナルのV6・2.7L（EERエンジン）とV6・3.5L（EGJエンジン）、ヨーロッパ向けにはVW製の直4・2.0Lディーゼルターボを用意。これは「ジャーニー」（日本名・JC）と同じ構成である。最終型では、V6・3.5Lに代わり、V6・3.6L（ペンタスター）が用意された。生産はミシガン州スターリングハイツで行なわれていた。
日本国内における正規ディーラー車としては、英豪州仕様と同じ右ハンドルのV6 2.7L SXTグレード（FF）のみが販売されていた。なお、日本仕様は、本国ではオプションで選択されるサスペンションやブレーキ、トラクションコントロールなど諸々の装備が与えられ、本国の上級グレードにあたるR/Tに相当する内容となっていた。また変速機は、本国仕様には存在しないオートスティック付4AT（本国では、自動変速の4速ATとオートスティック付の6速ATがある）でマニュアル操作が楽しめる。またアメリカ車としては珍しくプレミアムガソリン指定であった。
発売当初はナビゲーションなどフル装備のSXTグレードのみの展開であったが、翌年より廉価版として、ナビゲーションシステムを省略した「SXTベーシック」を名乗るモデルも登場した。
2009年にクライスラーが連邦倒産法第11章を申請したことにより、2010年以降のモデルの輸入が凍結され、日本国内では他のダッジ車を含め正規輸入は2009年式を最後に中止された。また日本における正規輸入のダッジブランドも3年で終了した。
その後、本国では2011年式で内外装のマイナーチェンジがあり、3.6lのペンタスターエンジンと2.4lワールドエンジンのみの展開になった。モデル末期でも、フリート販売（レンタカー向け）中心に比較的好調であったが、2014年モデルを以て製造・販売を終了した。後継は、クライスラー・200やダッジ・ダートが相当する。
メキシコでは、パトカーとしても採用されている。

## 車名
「AVENGER」は、英語で「敵討ちをする者」を意味する。